# Lur-i Kučik
Els atabegs del Petit Luristan (Lur-i Kučik) foren una dinastia de sobiras amb títol d'atabegs que va governar part del territori de Lurstan entre 1184 i 1597 amb capital a Khurramabad que en el segle xii i fins al XIV portava el nom de Diz-i Siyah. El clan dirigent era de la tribu djangrui o djangardi, i foren coneguts com a kurxídides pel seu primer sobirà Kurxid.

## Història
Xudja al-Din Kurxid ibn Ali era un governador local a les ordes d'Husam al-Din, governador seljúcida del Khuzestan i Luristan (1155-1184) a la mort del qual (1184 però algunes fonts ho avancen al 1174/1175 amb un govern de Surkhab ibn Ayayr del 1174/1175 al 1184) es va fer independent agafant el títol d'atabeg. En diverses expedicions militars contra les tribus es va apoderar d'un territori i a més va obtenir del califa el districte de Tarazak al Khuzestan a canvi de la cessió d'algunes fortaleses. Va morir amb prop de cent anys el 1224 i el va succeir el seu nebot Sayf al-Din Rustam que es va apoderar del govern per la força, però va morir al cap d'uns mesos, però en aquest temps fou un bon governant. El va succeir el seu germà Xaraf al-Din Abu Bakr (1225-1227), i aquest Izz al-Din Garxasp (1227-1242) que es va casar amb la vídua de l'anterior.
A la seva mort el va succeir el seu parent Husan a-Din Khalil ibn Badr, mort en les lluites causades per un conflicte familiar (1243) i el califa no va voler reconèixer al seu germà Badr al-Din Masud, proclamat atabeg (1243-1259) que es va declarar tributari dels mongols, amb el suport dels quals es va poder mantenir; va participar en la conquesta mongola de Bagdad el 1258 i va rebre una part del botí. Va morir el 1260 i es va produir una nova lluita pel poder entre dos dels seus fills Djalal al-Din Badr i Hasi al-Din Umar I; Hulagu va enviar el seu fill Abaka (futur kan) per arranjar el conflicte, i va donar el tron a Tadj al-Din Xah ibn Khalil (1262-1278). Del seu regnat no es coneix cap dada excepte que es va acabar amb la seva execució per orde de l'Il-kan el 1278/1279 i el seu territori fou dividit entre dos altres fills de Badr al-Din Masud: Falak al-Din Hasan que va rebre el districte de Delar, i Izz al-Din Husayn que va rebre els anomenats terrenys reials (indju).
Els dos van fer campanyes per engrandir els seus territoris que van arribar a estendre's de Hamadan a Xuixtar i d'Esfahan a la zona de població àrab. Foren deposats el 1293 pel kan Gayakhtu que va nomenar al seu lloc a un únic príncep, Djamal al-Din Khidr, fill de Tadj al-Din. Va ser assassinat per les seves tropes el 1294 prop de Khorramabad i es va proclamar atabeg Husam al-Din Umar que no fou acceptat pels mongols i va haver de cedir el poder al cap de pocs mesos a Xams al-Din Mahmud, que el 1296 fou executat per orde del kan Ghazan acusat de complicitat en l'assassinat de Djamal al-Din Khidr. El kan va nomenar atabeg a Izz al-Din Ahmad Husayn que era menor, sota tutela del seu cosí Badr al-Din Masud II (fill de Falak al-Din) que va governar també plenament una part del territori; Izz al-Din Ahmad Husayn es va desfer al cap d'un temps del regent i va governar sol fins al 1316/1317 (segons altres fonts fins al 1320). Amb ell es va acabar la dinastia kurxídida.
A la seva mort el poder va passar a la vídua Dawlat Khatun que al cap d'un temps va abdicar en favor del seu germà Izz al-Din Mahmud iniciador de la dinastia del Banu Husayn del Lur-i Kučik, el qual fou confirmat en el càrrec per l'Il-Khan Abu Said Bahadur Khan i va regnar fins al 1329/1330. Va morir en aquesta data i el va succeir el seu fill Xudja al-Din Muhammad, assassinat el 1349/1350 segons unes fonts, o el 1368/1369 segons altres. El seu fill Màlik Izz al-Din (es titulava únicament Màlik i no atabeg) va consolidar el seu tron amb el matrimoni d'una filla amb un príncep muzaffàrida i una altra filla amb el djalayàrida Ahmad in Uways.
La seva fiscalitat excessiva hauria provocat la intervenció de Tamerlà el 1386; el conqueridor va devastar Burudjerd i va destruir Khorramabad; la sort d'Izz al-Din és desconeguda però se suposa que va fugir al Turquestan per retornar més tard. A la sortida de les forces timúrides va poder tornar (1391) i va aconseguir fugir altre cop quan Tamerlà va retornar per segona vegada el 1392-1393; el territori fou posat per segona vegada sota jurisdicció del governador timúrida de Fars. Segurament en un intent de recuperar el poder Màlik Izz al-Din va ser capturat i executat el 1403/1404. Tamerlà va morir el 1405 i el seu successor va retornar el Petit Luristan a Sayyid Ahmad, fill de Màlik Izz al-Din.
Va regnar seguns unes fonts fins al 1412/1413 i segons altres font fins al 1422). El va succeir el seu germà Xah Husayn que es va fer passar com a descendent d'Alí ibn Abi Tàlib i va obtenir molt suports podent estendre's en diverses campanyes cap a Esfahan i Hamadan fins que va morir en batalla el 1466/1467 o 1468/1469.
El va succeir el seu fill Xah Rustam que va regnar fins al 1526. Va donar suport als safàvides i va provocar una sèrie de conflictes familiars dels que els safàvides foren els àrbitres. El va seguir el seu fill Oghur o Oghuz que va seguir el mateix camí del pare. A causa dels conflictes familiars hi va haver diversos sobirans: Djahangir (1534/1535-1543/1544), Rustam Xah i Radj Amir Astaraki (que van disputar el tron uns tres anys fins que es va imposar el primer fins vers el 1558), i Muhammadi.
El 1577 va morir el xa safàvida Ismail II, i Muhammadi va acceptar llavors la sobirania otomana (Murat II) però després va retornar a l'obediència safàvida. Va morir el 1590/1591 i el va succeir el seu fill Xahverdi que fou lleial als safàvides i una filla del qual es va casar amb el xa Abbas I el Gran. Però després es va aliar als otomans i quan Abbas I va anar a la zona va fugir cap a Bagdad i va pujar al tron Sultan Husayn (1393-1394); Xaverdi fou restaurat al cap d'un any pel seu gendre, però la seva insubordinació (1596) va portar a la seva captura i execució (1597/1598). Es va instal·lar una nova dinastia que va portar el títol de kans de Poixt-i Kuh que al·legava descendència de la mateixa dinastia i que va subsistir fins al 1928.

## Llista d'atabegs
- Husam ad-Din Xuhla 1152-1174 (governador seljúcida)
- Surkhab ibn Ayayr 1174-1184 (possible governador seljúcida)

### Kurxídides
- Xudja al-Din Khurxid 1184-1224
- Saif al-Din Rustam 1224-1225
- Xaraf al-Din Abu Bakr 1225-1227
- Izz al-Din GarXasp 1227-1242
- Husam al-Din Khalil ibn Badr 1242-1243
- Badr al-Din Masud ibn Badr 1243-1260
- Djalal al-Din Badr 1260-1261
- Hasi al-Din Umar I 1261-1262
- Tadj al-Din Xah ibn Khalil 1262-1278/1279
- Falak al-Din Hasan 1278/1279-1293 (a Delar)
- Izz al-Din Husayn I (terres indju) 1278/1279-1293
- Djamal al-Din Khidr 1293-1294
- Husam al-Din Umar 1294-1295
- Xamsam al-Din Mahmud 1295-1296
- Badr al-Din Masud (regent) 1296-?
- Izz al-Din Ahmad 1296-1316 o 1320

### Banu Husayn (dinastia d'atabegs)
- Dawlat Khatun (reina) 1316 o 1320-?
- Izz ad-Din Husayn II ?-1329/1330
- Xudja al-Din Mahmud 1329/1330-1349/1350 o 1368/1369
- Malik Izz ad-Din Husayn 1349/1350 o 1368/1369-1386
- Domini directe de Tamerlà (part del govern del Fars) 1386-1391
- Malik Izz ad-Din Husayn (segona vegada) 1391-1392/1393
- Domini directe de Tamerlà (part del govern del Fars) 1392/1393-1401
- Malik Izz ad-Din Husayn (tercera vegada) 1401-1403/1404
- Domini directe de Tamerlà (part del govern del Fars) 1403/1404-14005/1406
- Sayyid Ahmad 1405/1406-1412/1413 o 1422
- Xah Husayn 1412/1413 o 1422- entre 1466 i 1469
- Xah Rustam entre 1466 i 1469-1526
- Oghur o Oghuz Khan 1526-1534
- Djahangir 1534-1543
- Tadj Amir Astaraki 1543-1546
- Rustam Xah 1543/1546-1558
- Muhammadi 1558-1590/1591
- Xahverdi (Xah Wardi) 1590/1591-1593
- Sultan Husayn 1593-1594
- Xahverdi (Xah Wardi, segona vegada) 1594-1597/1598

### Banu Husayn (dinastia de kans)
- Hussein Beg I 1597/1598- vers 1605
- Xah Wardi II Khan vers 1605-1625
- ManuXihr vers 1625
- Husayn Khan Wali vers 1625-1650
- Khans no coneguts, vers 1650- > 1700
- Ali Mardan Khan vers > 1700-1724
- Ismail I vers 1750
- Muhammad vers > 1750-1779
- Muhammad Hassan ibn Asad Allah 1779-1839
- Haydar 1839-1860
- Husayn Kuli Khan 1860-1896
- Gulyam Reza 1896-1928